# Ira Levin
Ira Levin, (Bronx, New York, 27. kolovoza 1929. – New York, 12. studenog 2007.). bio je američki pisac
poznat po svojim thrillerima, ali je također pisao pjesme i kazališna djela. Vjerojatno je najpoznatiji po svom romanu Rosemaryna beba.

## Ekranizacija
Veliki broj Levinovih djela je ekraniziran, kao npr. kazališni komad Smrtonosna zamka (Deathtrap) iz 1982. s Michaelom Caineom i Christopherom Reeveom u glavnim ulogama. Film Rosemaryna beba snimljen je 1968. u režiji Romana Polanskog s Miom Farrow u glavnoj ulozi. The Stepford Wives je dva puta ekraniziran, 1975. s Katharine Ross i 2004. s Nicole Kidman. Osim toga snimljeni su i TV-filmovi, The Stepford Children i The Stepford Husbands. Drugi poznati filmovi snilmljeni po djelima Ire Levina su  Momci iz Brazila (1978.) i Sliver (1993.)

### Romani
- A Kiss Before Dying (1953)
- Rosemaryna beba (1967.)
- This Perfect Day (1970.)
- The Stepford Wives (1972.)
- Momci iz Brazila (1976.)
- Sliver (1991.)
- Rosemaryn sin (1997.)

### Kazališni komadi
- No Time for Sergeants (1956.)
- Interlock (1958.)
- Critic's Choice (1960)
- General Seeger (1962)
- Dr. Cook's Garden (1968)
- Veronica's Room (1974)
- Deathtrap (1978.)
- Break a Leg: A Comedy in Two Acts (1981.)
- Cantorial (1982.)

### Mjuzikal
- Drat! The Cat! (1965.)